# Avoca (Irlande)
Pour les articles homonymes, voir Avoca.
Avoca (en irlandais : Abhóca) est un village irlandais situé dans le comté de Wicklow sur le fleuve Avoca.

## Présentation
Son site a été immortalisé par le poète Thomas Moore dans sa fameuse chanson, The Meeting of the Waters. Le nom de la chanson rappelle le site du confluent de deux rivières, l’Avonmore et l’Avonbeg et qui se trouve à trois kilomètres du village d’Avoca.
Outre le tourisme, Avoca est aussi connue en Irlande pour ses tissus artisanaux.

## Histoire
Le village a changé plusieurs fois de nom. Connu au départ sous le nom de Newbridge, le toponyme est ensuite changé en Ovoca, puis à l’époque victorienne en Avoca.
La petite agglomération d’Avoca est associée à des mines de cuivre. L’extraction moderne a commencé dans la vallée de l’Avoca autour de 1720 et a perduré, malgré quelques interruptions, jusqu’en 1982. Les plus anciennes mines localisées datent de l’âge du bronze.

## Cinéma
Le village a servi comme lieu de tournage en 1996 pour la série TV Ballykissangel (en) de Kieran Prendiville (en)